# بیورن پوگارد-مولر
بیورن پوگارد-مولر (دانمارکی: Bjørn Puggaard-Müller؛ ‏ ۱۳ مارس ۱۹۲۲ – ۱۳ مهٔ ۱۹۸۹) بازیگر اهل دانمارک بود.
از فیلم‌ها یا برنامه‌های تلویزیونی که وی در آن نقش داشته‌است، می‌توان به دختر و چاله آب، ملوانان کنار تخت، قصر، تفنگدارها، مهمانی اداره و نخستین دایره اشاره کرد.